# Hilter am Teutoburger Wald
Hilter am Teutoburger Wald est une municipalité allemande du land de Basse-Saxe et l'arrondissement d'Osnabrück.

## Étymologie
Il y a plusieurs interprétations du nom. D'un côté, il est dit que le nom Hilter signifie un arbre ou un arbuste debout sur un buisson. D'un autre côté, l'ancien Helderi signifie : "l'endroit où les lilas se tiennent". D'autre part il y a aussi la version -plus complète- suivante : Le préfixe Hil = Helle ("Hiele") = hauteur de la montagne, et tere signifie arbre plus vert. Hilter serait alors le "village à la hauteur de la forêt verte".
Tandis que "am Teutoburger Wald" signifie "à la forêt de Teutoburg". "Hilter am teutoburger wald" est donc : "Village à la hauteur de la forêt verte de Teutoburg".

## Géographie

### Situation géographique
Hilter est situé dans la forêt de Teutoburg à l'ouest. Le point culminant est le Hohnangel (262 m) au sud-est de la municipalité. Une partie de la région de Hilter a entendu le "boum", où en 1910 le Zeppelin LZ 7 "Allemagne" s'est écrasé.
Il y avait du charbon dans la mine Hilterberg de 1885 à 1903.

### Communautés voisines
Hilter est bordée au nord par Georgsmarienhütte et Bissendorf, à l'est par Melle, au sud par Dissen, Bad Rothenfelde et Bad Laer et à l'ouest par Bad Iburg.
Parties municipales (chiffres de population):
- Allendorf (207)
- Borgloh (1745)
- Ebbendorf (731)
- Eppendorf (296)
- Montagnes Hanken (676)
- Hilter (4730) - siège de	l'administration municipale
- Natrup (inclus dans la population	de Hilter)
- Ascendances (220)
- Wellendorf (1567)

(En date du: 20 juin 2011)

## Histoire
Le district de Borgloh a été mentionné pour la première fois dans des documents en 1068; la première mention de Hilter date de 1144.

### Incorporation
Le 1er avril 1937, la communauté Natrup-Hilter fut incorporée à Hilter. Le 1er juillet 1970, la communauté Borgloh est née de la fusion des anciennes communautés indépendantes Allendorf, Borgloh Wellendorf, Ebbendorf, Eppendorf et Uphofen. Le 1er juillet 1972, cette communauté a été constituée avec Hankenberge dans la communauté Hilter am Teutoburger Wald.

### Démographie
L'aperçu suivant montre la population de Hilter au niveau de la zone respective et au 31 décembre.
Les chiffres sont des mises à jour de l'entreprise d'État pour les technologies de la statistique et de la communication en Basse-Saxe, d'après le recensement du 25 mai 1987.
Les données des années 1961 (6 juin) et 1970 (27 mai) sont les résultats du recensement, y compris les lieux incorporés le 1er juillet 1972.
| année | population |
| ----- | ---------- |
| 1961  | 7443       |
| 1970  | 8275       |
| 1987  | 8614       |
| 1990  | 8908       |
| 1995  | 9640       |
| 2000  | 9957       |
| 2005  | 10174      |
| 2010  | 10228      |
| 2011  | 10267      |

## Culture et curiosité
À l’ouest du district de Borgloh il y a une tour d’eau et d’observation construite en 1961.

### Événements réguliers
Deux semaines après Pâques, le concert de printemps du Wind Orchestra Borgloh a lieu chaque année.
Chaque année, en août, le MSC Osnabrück organise la course de montagne d'Osnabrück à Uphöfener Berg à Hilter-Borgloh.
Chaque année au mois d'octobre, le Ockermarkt a lieu. Le transit local est fermé et réservé aux troupes de piétons. Des groupes locaux tels que le Freiwillige Feuerwehr Hilter, le Männergesangverein et le Teufelsquartett connu au niveau national sont représentés ici.

## Infrastructure et Économie

### Économie
Au début du XVIIIe siècle, l'extraction du charbon était l'industrie la plus importante à Hilter. Il a été promu par le prince-évêque Ernst August II d'Osnabrück. À Hilter, l’ocre d’Hilter était également minée. En 1903, Walter Rau, qui avait acheté le Meierhof local, fonda Walter Rau Lebensmittelwerke. La société agroalimentaire a été acquise par le groupe américain Bunge en février 2008. L'agriculture joue toujours un rôle important dans Hilter; Sur la superficie totale de la municipalité, 56,3% des terrains sont utilisés pour l'agriculture.

### Trafic
Hilter est reliée au réseau routier via l'autoroute fédérale A 33, qui traverse la région dans une direction nord-sud. Ensuite passe par le village, l’autoroute fédérale B 68
Le point d'arrêt Hilter et la gare de Wellendorf sont situés sur la ligne de chemin de fer Osnabrück-Bielefeld (KBS 402) dans le train régional horaire " Haller Willem " RB 75. Il y avait aussi un arrêt de train Hankenberge (jusqu'à la station des années 1950, qui s'est ensuite arrêté), très apprécié des randonneurs, car il était sur la crête de la forêt de Teutoburg et l'une des gares les plus hautes du nord-ouest de l'Allemagne, maintenant il y a un chemin de randonnée. Le transport ferroviaire de voyageurs est assuré par le NordWestBahn, qui utilise des wagons diesel Talent.
Une ligne de bus régionale relie Hilter à Dissen, Bad Rothenfelde, Georgsmarienhütte et Osnabrück.
Pour le trafic de bus dans le quartier d'Osnabrück, le tarif de la Verkehrsgemeinschaft Osnabrück (VOS) s'applique. Dans le Haller Willem, le tarif collectif VOS Plus et dans la direction de Bielefeld, un tarif transitoire au tarif westphalien (limité au net "TeutoOWL" de OWL traffic GmbH à Bielefeld) peut être utilisé.

## Personnalités liées à la commune
- Robin Schulz (né le 28 avril 1987), musicien
- Karl Ahrens (né le 13 mars 1924, † 6 mars 2015), homme politique SPD, député
- Irmgard Vogelsang (né le 1er novembre 1946), homme politique CDU, MdL
- Dirk Konerding (né le 27 février 1969), footballeur
- Heinrich Struck (* 1825, † 7 décembre 1902), médecin personnel d'Otto von Bismarck
- Wurst Achim (né en 1963), aboyeur